# The Teenagers
The Teenagers es un grupo estadounidense de estilo Doo-wop fundado en Nueva York en 1954. Sus grabaciones más populares fueron realizadas con el cantante Frankie Lymon como vocalista principal. Son considerados como uno de los grupos pioneros del rock and roll, motivo por el cual en 1993 fueron incluidos en el Salón de la Fama del Rock and Roll. En 2000 fueron también incluidos en el Salón de la Fama de los Grupos Vocales.

## Historia
The Teenagers tuvo sus orígenes en una escuela secundaria del barrio de Washington Heights en Manhattan. Jimmy Merchant y Sherman Garnes formaron inicialmente el grupo. Poco después agregaron al cantante principal Herman Santiago y al barítono Joe Negroni a su formación y se convirtieron en The Coupe De Villes. En 1954, Frankie Lymon, de 12 años, se unió a la Coupe De Villes, que cambió su nombre primero a Ermines y luego a Premiers.
Lymon ayudó a Santiago y Merchant a reescribir una canción que habían compuesto para crear "Why Do Fools Fall In Love". La canción consiguió que el grupo hiciera una audición con la discográfica Gee Records de George Goldner. El día de la audición Santiago estaba enfermo y Lymon asumió al papel de voz principal. Finalmente el grupo firmó con el contrato discográfico ya como The Teenagers y con Lymon como cantante principal.
"Why Do Fools Fall In Love" fue el primer y mayor éxito de The Teenagers. El grupo, conocido tanto por su armonía como por su coreografía, también tuvo éxitos con sencillos como "I'm Not a Juvenile Delinquent" y "The ABC's of Love".
En 1957, el grupo se anunciaba como " Frankie Lymon and the Teenagers ". Esto provocó luchas internas y, en septiembre, Goldner decidió separar a Lymon del grupo para iniciar su carrera en solitario. Lymon tuvo poco éxito como solista. Se convirtió en adicto a la heroína y murió de una sobredosis de heroína a los veinticinco años. The Teenagers continuaron grabando, con un nuevo vocalista, Billy Lobrano, primer miembro blanco del grupo. Sin embargo, los nuevos lanzamientos no tuvieron el éxito esperado y Lobrano dejó la formación. Freddy Houston entró en el grupo en 1960. Sherman Garnes murió de un infarto en 1977 y Negroni un año después debido a una hemorragia cerebral. Sus reemplazos fueron Bobby Jay y Lewis Lymon, hermano de Frankie.
En la década de 1980, los Teenagers recurrieron al uso de una cantante para imitar la voz preadolescente de Lymon, y Pearl McKinnon se unió a la banda. Los miembros en ese momento eran Jimmy Merchant, Herman Santiago, Eric Ward y Pearl McKinnon. En 1983, Ward había sido reemplazado por Derek Ventura, y en 1984 Phil Garrito reemplazó a Ventura. Roz Morehead reemplazó a McKinnon y Marilyn Byers ocupó el lugar principal de Morehead. Posteriormente entró en la formación Jimmy Castor, que permaneció como líder hasta la década de 1990, cuando fue reemplazado por Timothy Wilson, exlíder de Tiny Tim and the Hits. Esta formación apareció en el especial Doo Wop 51 la emisora de televisión pública estadounidense PBS en 2000.

## Discografía

### Álbumes
| Año  | Álbum                                 | Sello       |
| ---- | ------------------------------------- | ----------- |
| 1956 | The Teenagers Featuring Frankie Lymon | Gee Records |

### Sencillos
| 1956 | "Why Do Fools Fall in Love" 1   | 6  | 1  | 1  | Gee Records      | "Please Be Mine"            | The Teenagers Featuring Frankie Lymon |  |  |
| 1956 | "I Want You to Be My Girl" 2    | 13 | 3  | —  | Gee Records      | "I'm Not a Know It All"     | The Teenagers Featuring Frankie Lymon |  |  |
| 1956 | "I Promise to Remember"         | 57 | 10 | —  | Gee Records      | "Who Can Explain?" (R&B #7) | The Teenagers Featuring Frankie Lymon |  |  |
| 1956 | "The ABC's of Love"             | 77 | 8  | —  | Gee Records      | "Share"                     | The Teenagers Featuring Frankie Lymon |  |  |
| 1956 | "I'm Not a Juvenile Delinquent" | —  | —  | 12 | Gee Records      | "Baby, Baby" (UK #4)        | The Teenagers Featuring Frankie Lymon |  |  |
| 1957 | "Teenage Love"                  | —  | —  | —  | Gee Records      | "Paper Castles"             |                                       |  |  |
| 1957 | "Out in the Cold Again" 1       | —  | 10 | —  | Gee Records      | "Miracle in the Rain"       |                                       |  |  |
| 1957 | "Goody Goody" 3                 | 20 | —  | 24 | Gee Records      | "Creation of Love"          |                                       |  |  |
| 1957 | "Everything to Me"              | —  | —  | —  | Gee Records      | "Flip-Flop"                 | Lead Vocals by Billy Lobrano          |  |  |
| 1958 | "My Broken Heart"               | —  | —  | —  | Roulette Records | "Mama Wanna Rock"           |                                       |  |  |
| 1960 | "Can You Tell Me"               | —  | —  | —  | End Records      | "A Little Wiser Now"        | Featuring Freddie Houston             |  |  |
| 1963 | "The Lemon-Twist Dance"         | —  | —  | —  | Tahoe Records    | "The Twisting Rhumba"       |                                       |  |  |
| 1989 | "Why Do Fools Fall in Love"     | —  | —  | 84 | N/A              |                             | Re-release                            |  |  |
|      |                                 |    |    |    |                  |                             |                                       |  |  |

### Películas
- Rock, Rock, Rock, 1956, con Chuck Berry, The Moonglows y The Flamingos .